# Intrinsische Aktivität
Die intrinsische Aktivität (englisch: intrinsic activity) ist ein Maß für die Wirkstärke, die Zellfunktion zu ändern, die aus der Bindung eines Liganden an einen Rezeptor resultiert. Dieses Maß ist ein wichtiger Parameter in der Pharmakodynamik.
Erreicht ein Ligand (z. B. ein Arzneistoff) seinen Wirkort, so bindet er an den dortigen Rezeptor an und bildet mit ihm einen Ligand-Rezeptor-Komplex. Während die Affinität ein Maß für die Bindungsstärke zwischen den Bindungspartnern ist, stellt die intrinsische Aktivität ein Maß für die Stärke des Effekts, der aus dieser Bindung resultiert, dar.
Die Berechnung der intrinsischen Aktivität erfolgt nach der Formel {\displaystyle I\!A={\frac {W_{\mathrm {max} }}{E_{\mathrm {max} }}}}, wobei IA die intrinsische Aktivität, Wmax die Maximalwirkung des Agonisten und Emax der theoretische Maximaleffekt ist. Der Wert der intrinsischen Aktivität liegt also stets zwischen 0 und 1. Hat ein Wirkstoff eine intrinsische Aktivität von 0, so löst er keinerlei Wirkung über den Rezeptor aus und ist damit ein reiner Antagonist, liegt die intrinsische Aktivität bei 1, so wird über die Rezeptorbindung die maximale Wirkung erzielt, der Stoff ist dann dementsprechend ein reiner Agonist. Wirkstoffe, deren intrinsische Aktivität zwischen 0 und 1 liegt, heißen Partialagonisten. Stoffe, die einen gegenteiligen Effekt erzielen, heißen Inverse Agonisten.
Zu beachten ist, dass das klassische Modell, nach dem ein Ligand „monofunktionell“ am Rezeptor wirkt, nicht mehr zeitgemäß ist und der Aktualisierung bedarf. Vielmehr vermag ein Ligand verschiedene Signalwege differenziert anzusprechen. So kann er durchaus an ein und demselben Rezeptor auf verschiedenen Signalwegen parallel als Agonist und als Antagonist wirken.
Da die intrinsische Aktivität von Gewebe zu Gewebe variiert, wurde sie durch den Begriff Efficacy ersetzt.

## Intrinsische sympathomimetische Aktivität
Analog zur intrinsischen Aktivität existiert der Begriff der intrinsischen sympathomimetischen Aktivität, kurz ISA, die eine Bezeichnung für die stimulierende Wirkung einiger β-Rezeptorblocker, wie zum Beispiel Celiprolol oder Pindolol, auf die von ihnen besetzten Rezeptoren ist.